# 圣莱泽
圣莱泽（法語：Saint-Lézer，法語發音：[sɛ̃ leze]）是法国上比利牛斯省的一个市镇，属于塔布区。

## 地理
圣莱泽（43°22'7"N, 0°1'56"E）面积11.17 平方千米，位于法国奧克西塔尼大區上比利牛斯省，该省份为法国西南部内陆省份，北至热尔省，西接大西洋比利牛斯省，南与西班牙接壤，东临上加龙省。
与圣莱泽接壤的市镇（或旧市镇、城区）包括：比戈尔地区维克、卡斯泰德-多阿特、蒙塔内、皮若、萨努斯、塔拉扎克。

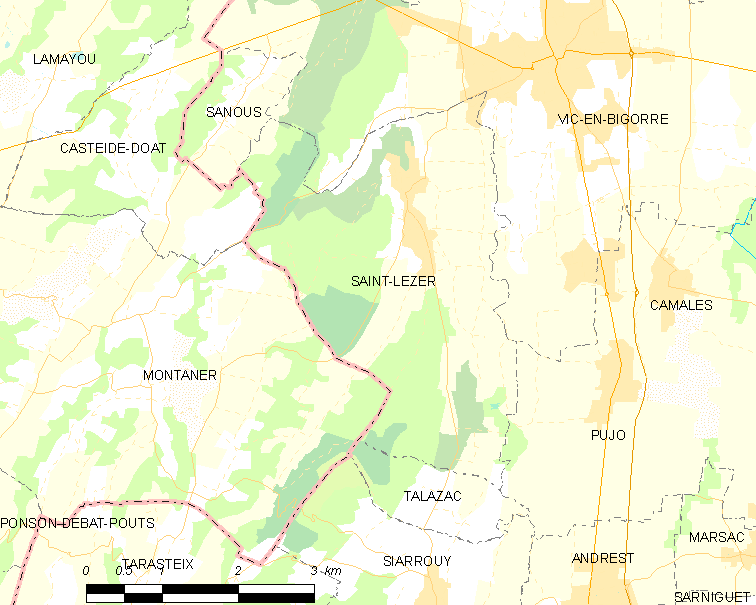
圣莱泽的OSM定位图

圣莱泽的时区为UTC+01:00、UTC+02:00（夏令时）。

## 行政
圣莱泽的邮政编码为65500，INSEE市镇编码为65390。

## 政治
圣莱泽所属的省级选区为比戈尔地区维克县。

## 人口

1962-2008年间圣莱泽人口变化图示

圣莱泽于2022年1月1日时的人口数量为434人。